# Tolland megye
Tolland megye az Amerikai Egyesült Államokban, azon belül Connecticut államban található. Székhelye a megyeszékhelyeket megszüntető 1960-as közigazgatási reformig Rockville volt. legnagyobb városa Vernon. Lakosainak száma 149 788 fő (2020. április 1.). Tolland megye Worcester, Hampden, Hartford, New London és Windham megyékkel határos.

## Népesség
A megye népességének változása:
| Lakosok száma | 153 206 | 153 059 | 151 856 | 151 377 | 151 420 | 149 788 |
|               | 2010    | 2011    | 2012    | 2013    | 2015    | 2020    |

## Városok
Amston, Andover, Bolton, Columbia, Coventry, Crystal Lake, Ellington, Hebron, Mansfield, Rockville, Somers, Somersville, South Coventry, Stafford, Stafford Springs, Storrs, Talcottville, Tariffville, Tolland, Union, Vernon, Vernon Center, Willington.